# Ráth György
Ráth György (Szeged, 1828. május 6. – Budapest, 1905. július 7.) jogi és művészettörténeti író, könyv- és régiséggyűjtő, táblai tanácselnök, jogász, főrendiházi tag.

## Élete és munkássága
A bátyjával, Ráth Mórral, mindketten részt vettek az 1848–49-es forradalom és szabadságharcban. Jogot tanult, szép karriert futott be a jogi pályán. 1860-ban Apponyi György országbíró titkára lett, majd a pesti királyi ítélőtábla bírája, később tanácselnöke. Több jogtudományi kézikönyvet írt, de mellette gyűjtötte a muzeális értékű könyveket és iparművészeti tárgyakat, tanulmányokat írt a magyar reformáció történetéről, a régi magyar könyvművészetről. Szilágyi Sándorral közösen szerkesztette 1850-ben A honvéd és huszárélet anekdotákban c. könyvet. Három kötetben adta ki 1902, 1905, 1912-ben Az iparművészet könyve c. művét. 1881-ben megszervezte az Iparművészeti Múzeumot, amelyenek 1896-ig igazgatója volt. A képzőművészeti és az iparművészeti társaságban sokat tett a hazai képzőművészet és iparművészet támogatása érdekében, az állam és a tehetősebb polgárok anyagi támogatását igyekezett megnyerni. É
Értékes könyvtárát az MTA-ra hagyta, 1000 darabos, felbecsülhetetlen értékű műgyűjteményét még halálának évében özvegye az államra hagyományozta. Ráth műgyűjteményét az 1950-es évek elejéig együtt kezelték a Ráth György-villában.

## Művei

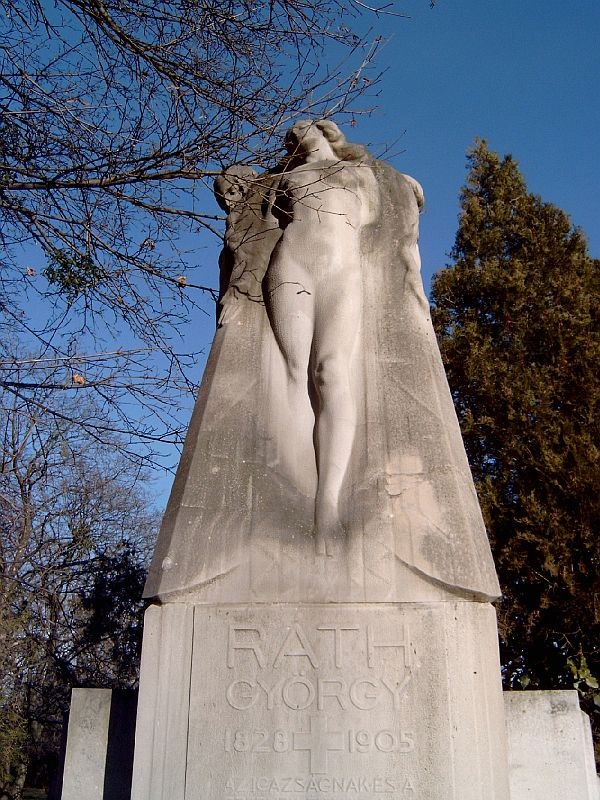
Ráth György sírja Budapesten. Kerepesi temető: 10/1-1-1. Maróti Géza alkotása

- Kossuth parlamenti élete. 1-2. köt., Pest (1850)[2]
- A pannonhalmi Szent Benedek-rend nyomtatott imakönyvei. (1894)
- Két kassai plébános a XVI. században. (1895)
- Az iparművészet. 1-2. köt. (1902)

## Társasági tagság
- Képzőművészeti Társulat
- Országos Magyar Iparművészeti Társulat